# Hoplophorella dissimilis
Hoplophorella dissimilis är en kvalsterart som först beskrevs av Wojciech Niedbała 1998.  Hoplophorella dissimilis ingår i släktet Hoplophorella och familjen Phthiracaridae. Inga underarter finns listade i Catalogue of Life.